# 中国康复研究中心
中国康复研究中心 (英語：China Rehabilitation Research Center)，创立于1988年10月，作为直属于中国残疾人联合会的全民所有制事业单位，主要承担中国康复医疗、康复研究、人才培养、社区指导、国际交流等多领域康复工作，位于中华人民共和国北京市丰台区角门北路10号，总建筑面积12万平方米，员工1700余人，拥有一所直属附属医院北京博爱医院。